# Christian Palustran
Christian Palustran, nascido em 1947 na região de Paris em Saint-Cloud (França), é um escritor francês, autor de contos satíricos e peças teatrais. Suas obras foram criadas no palco e no rádio em vários países.

## O professor e o facilitador
Christian Palustran viveu em Paris até os vinte anos. Apaixonado por literatura, frequenta muito teatros e bibliotecas. Após estudos superiores de letras na Universidade parisiense de la Sorbonne, formou-se e foi nomeado professor na Normandia. Ele então fez espetáculos de teatro com seus estudantes.
Credenciado pela Educação Nacional Francesa, ele dirige oficinas de escrita desde o ensino fundamental até a universidade.
Ele também conduz oficinas de teatro em sua região e em festivais nacionais e internacionais onde as suas primeiras peças são apresentadas. Assim, participou nos dois primeiros Festivais de “l'Acte em Metz” onde as suas primeiras peças Escapade (Escapadela) e Histoire d'œuf (História de Ovo) foram premiadas e estreadas, e em Marche en Famenne (Bélgica) com suas peças Un papillon jaune appelé Sphinx (Uma Borboleta Amarela Chamada Esfinge)  e Les Méfaits du Bourbon (Malefícios do Bourbon ).
Ele também foi convidado para o Festival International de Namur (Bélgica), onde seu drama La Chausse-trape (A Armadilha) foi apresentado, no festival canadense “Le mois du théâtre” na cidade de Montreal, nos Estados Unidos, e em festivais de língua francesa na Europa Oriental: em Kirov (Rússia) onde presidiu o festival “La Première” por 10 anos, em Sofia (Bulgária) e em Ploiesti (Romênia).
Apaixonado por línguas, às vezes contribui para a tradução de seus textos ou traduz peças de outros autores. (Ver parte Traduções do autor).

## O autor de contos satíricos
Christian Palutran é autor de várias coletâneas de contos: Le Crépuscule des fées (O Crepúsculo das Fadas), Les Contes du croissant de lune (Os Contos da Lua Crescente) e Métamorphoses, mon amour (Metamorfoses, meu Amor), segundo Ovidio.
Muitas vezes inspirados em contos célebres, estes “fios de sonho”, como lhes chama o autor, sublinham, de forma irónica ou humorística, as faltas próprias do nosso tempo (Ver jornal Vers l'Avenir).
Foram transmitidos em várias estações de rádio, nomeadamente na Radio Suisse Romande e na France-Culture, onde foram interpretados por atores franceses de renome, como Michel Bouquet, Michel Galabru, Michael Lonsdale, Jean Rochefort ... Eles também foram ditos em público, em particular por Claude Piéplu no Festival Nacional de Narradores em Chevilly-la-Rue, na região de Paris e em outras regiões francesas.

## O dramaturgo
Christian Palutran escreveu cerca de trinta peças de vários géneros que, na opinião da crítica, podem ser “engraçadas, ternas e por vezes ferozes” (cf. Jornal Vers L’Avenir). Muitas foram encenadas na França: em Paris e em várias cidades da França.
De igual modo, nos países de língua francesa: na Bélgica, na Suíça e no Canadá. Várias foram transmitidas no rádio (France-Culture, Radio Suisse Romande, Radio France Internationale).
Algumas peças também foram traduzidas e encenadas no exterior: nos EUA, em Nova York (Uma Borboleta Amarela Chamada Sfinge e  Escapadela que ganhou o primeiro prêmio)  , na Argentina, mas também na Grã-Bretanha , na Espanha  e nos países do Leste Europeu (Rússia, Bulgária e Romênia).
A obra de Christian Palutran inclui muitas comédias satíricas nas quais ele zomba de nosso tempo. Mas ele também é autor de monólogos trágicos e dramas sociais.
Por outro lado, o autor se interessa por teatro para jovens. Com ironia ou humor, ou de forma mais direta, as suas obras abordam problemas contemporâneos, por vezes com o risco de surpreender ou perturbar (Un papillon jaune appelé Sphinx, Uma Borboleta Amarela Chamada Esfinge ). Elas são frequentemente interpretadas por jovens atores.
Varias foram transcritas em Braille.

## Obras

### Contos

#### Fitas de áudio Radio-France
- La Surprise du père Noël, 1987: tiragem de 10.000 exemplares da campanha “Somos todos Papai Noel”
- Le Crépuscule des fées, 1993

#### Gravações
France-Culture e Radio suisse romande,1980, 1982 et 1984 
- La Dame de glace;
- La Nouvelle Peau d’Âne;
- Le Procès du Petit Chaperon rouge (Esses três contos também foram transmitidos pela Rádio Canadense);
- La Surprise du père Noël;
- Le Paysan, le Roi et la Marmite (4 episódios);
- Le Destin des arbres;
- Le Chat buté;
- Histoire de l’étoile de Noël;
- L’Ovni (2 episódios);
- Concerto pour Lutin, Spectre et Ondine (3 episódios).

#### Publicações
- Les Contes du croissant de lune (2000)
- Concerto pour Lutin, Spectre et Ondine (2005)
- Métamorphoses, mon amour, segundo Ovide (2005) Livro também transcrito em Braille (GIAA PACA/CORSE)

### Teatro (Publicações)

#### Comédias satíricas
- Histoire d’œuf (1991 e 2020)
- Le paysan, le roi et la marmite (1992 e 2002)
- Citizen B.V. ou La Barbe verte (2001)
- Le Politicien (Exercice n°2) In Queneau, que si (2003)
- Les Méfaits du Bourbon (2004)
- Concerto pour lutin, spectre et ondine, três monólogos curtos (2005)
- L’épreuve (2006)
- Un paradis d’enfer (2006)
- Théophraste ou le huitième ciel (2006)
- La Fontaine, le clown et les écolos, balade théâtrale (2010)
- Des coquillettes à la vinaigrette in Les Télécrates (2011)
- L’Enjeu in Les Télécrates  (2011)
- Mythomania, balade théâtrale (2020)
- Vente à domicile (2020)

#### Monólogos trágicos
- Journal d’un loup-garou (1996)
- Nuage 1996)
- Abîmes (1996)

#### Dramas
- Escapade (1983)
- La Canicule (1991 e 2002)
- Une soirée tranquille (1996)
- La Chausse-trape (1998 e 2004)
- Un papillon jaune appelé Sphinx, A yellow butterfly called Sphinx, Una farfalla gialla chiamata Sfinge, versão trilíngue (2005)
- Linda (2006)

#### Peças para o público jovem
- L’Affaire Chaperon (1998 e 2005)
- La queue du chat (2000)
- Le père Noël ne répond plus (2004)
- Histoire de l’Etoile et de l’Arche (2004)
- Le Magicien (2004)
- La Guerre des arbres (2004)
- Peau d’Âne 2000 (2005)
- La Reine et l’Olifant magique (2005)
- La Sœur de Blanche Neige (2006)
- Ecco (2008)

#### Traduções do autor
- Un conte de Noël :Tradução francesa da peça de Sandra Nordgren, adaptação teatral do conto de Charles Dickens (2000)
- Le Secret de l’île aux cerfs (2002) Tradução francesa da peça do dramaturgo argentino Alejandro Finzi
- L’Enfant espiègle adaptação teatral do conto de Christian Andersen do dramaturgo argentino Alejandro Finzi (2003)